# Thomas Le Myésier
Thomas Le Myésier (? – Arràs, 11 de setembre de 1336) fou un deixeble de Ramon Llull que va fer una recopilació de les obres del seu mestre, l'Electorium, a part de coordinar la creació del resum amb miniatures de la vida de Llull, el Breviculum.
Le Myésier era un estudiant de la Universitat de París, on va estudiar medicina i teologia, si bé no va acabar aquests últims estudis. Va ser metge de la comtessa Mafalda d'Artois entre 1310 i 1329. Le Myésier va conèixer i esdevenir deixeble de Llull durant la primera estada de l'últim a París. Abans de la segona estada del seu mestre, havia esdevingut canonge d'Arràs, on vivia. Allà envià una cinquantena de cartes a Llull, Quaestiones, on demanava qüestions a Llull per comprovar la veracitat de l'art lul·liana.
L'Electorium magnum, un còdex d'uns 590 fulls escrit el 1325, es troba actualment a la Biblioteca Nacional de París, mentre que el Breviculum es conserva a la Badische Landesbibliothek de Karlsruhe.